# Сотер
Сотер (дав.-гр. Σωτήρ — спаситель) — епіклеса численних богів: Зевса, Аполлона, Асклепія, Гермеса, Пана, Посейдона, Серапіса, а також елліністичних правителів.
Ця епіклеса, як така, не мала сакрального значення. Боги її отримували за конкретний вчинок, за чиєсь спасіння. Першими елліністичними правителями, які отримали цю епіклесу, стали Антигон Одноокий та його син Деметрій Поліоркет. Вони її отримали від мешканців Афін за звільнення міста від тиранії Деметрія Фалерського. Згодом і інші поліси стали вшановувати Антигонідів, як спасителів Еллади від тиранії інших діадохів. Достеменно відомо про їх культ на Іосі та Делосі.
Невдовзі цю епіклесу отримав ворог Антигонідів — діадох Птолемей. Мешканці Родосу проголосили його Сотером за допомогу під час облоги міста Деметрієм Поліоркетом. Іншого діадоха — Селевка проголосили Сотером мешканці острова Лемнос, де його культ замінив шанування Зевса Сотера.
Пізніше цю епіклесу античні володарі отримували за успішну зовнішню політику. Відомі власники цієї епіклеси:
- Птолемей I Сотер
- Антіох I Сотер
- Антіох VII
- Деметрій I Сотер
- Аттал I Сотер
- Діодот I Сотер
- Панталеон Сотер
- Раббель II Сотер